# Екернферде
Екернферде (нім. Eckernförde) — місто в Німеччині, розташоване в землі Шлезвіг-Гольштейн. Входить до складу району Рендсбург-Екернферде.
Площа — 17,97 км2. Населення становить 21 637 ос. (станом на 31 грудня 2020).